# Ӕ́
Ne doit pas être confondu avec la lettre latine Ǽ.
Ӕ́ (minuscule : ӕ́), appelée ié dans l’a accent aigu ou a yé accent aigu, est une lettre de l’alphabet cyrillique qui a été utilisée en ossète. Elle est composée de la lettre ié dans l’a avec un accent aigu.

## Utilisations
Le ӕ́ a été utilisé en ossète par Anders Johan Sjögren au XIe siècle ou dans le dictionnaire ossète-russe-allemand de Wsewolod Miller publié et complété par A. Freiman en 1927.

## Représentations informatiques
Le ié dans l’a accent aigu peut être représenté avec les caractères Unicode suivants (cyrillique, diacritiques) :
| formes    | représentations | chaînes de caractères | points de code | descriptions                                             |
| --------- | --------------- | --------------------- | -------------- | -------------------------------------------------------- |
| capitale  | Ӕ́               | Ӕ◌́                    | U+04D4 U+0301  | lettre majuscule cyrillique a ié diacritique accent aigu |
| minuscule | ӕ́               | ӕ◌́                    | U+04D5 U+0301  | lettre minuscule cyrillique a ié diacritique accent aigu |